# Тимъти Криймер
Тимъти Джон Криймер (на английски: Timothy John Creamer) e американски пилот и астронавт на НАСА, участник в един космически полет и дълговременен престой от 163 денонощия на МКС по време на Експедиция 22.

## Образование
Тимъти Криймер завършва колежа Bishop McNamara High School в Мериленд през 1978 г. През 1982 г. завършва колежа Loyola College в Балтимор, Мериленд с бакалавърска степен по химия. През 1992 г. получава магистърска степен по физика в Масачузетски технологичен институт, Кеймбридж, Масачузетс.

## Военна кариера
Тимъти Криймер започва военната си кариера през май 1982 г. През август 1983 г. завършва пилотска школа и става армейски пилот. Зачислен е в 1-ва бронетанкова дивизия. През годините авансира в службата – командир на екипаж, на взвод и началник-щаб на 501-ви атакуващ хеликоптерен батальон. През 1987 г. е преместен в елитната 82-ра въздушнопреносима дивизия като командир на 17-а кавалерия. По-късно служи като оперативен офицер в Космическото командване на САЩ.

## Служба в НАСА
Тимъти Криймер започва работа в НАСА през 1995 г. Назначен е като тест инженер програмата Спейс шатъл. Избран за астронавт от НАСА на 4 юни 1998 г., Астронавтска група №17. През август същата година започва обучението му в космическия център Линдън Джонсън, Хюстън, Тексас. Първото си назначение получава едва през 2009 г., когато е включен като член на дублиращия екипаж на мисия STS-127. Взема участие в един космически полет. Напуска НАСА през май 2011 г.

## Полет
Тимъти Криймер лети в космоса като член на екипажа на една мисия:
| Космически полет на Тимъти Джон Криймер                   | Космически полет на Тимъти Джон Криймер | Космически полет на Тимъти Джон Криймер | Космически полет на Тимъти Джон Криймер | Космически полет на Тимъти Джон Криймер | Космически полет на Тимъти Джон Криймер | Космически полет на Тимъти Джон Криймер |
| №                                                         | Дата                                    | КК                                      | Емблема на мисията                      | Функции                                 | Продължителност                         |                                         |
| --------------------------------------------------------- | --------------------------------------- | --------------------------------------- | --------------------------------------- | --------------------------------------- | --------------------------------------- | --------------------------------------- |
| 1                                                         | 20 декември 2009                        | „Союз ТМА-17“, Експедиция 22 на МКС     |                                         | Бордови инженер                         | 163 денонощия 05 часа 33 минути         |                                         |
| Сумарно време в космоса – 163 денонощия 05 часа 33 минути |                                         |                                         |                                         |                                         |                                         |                                         |

## Награди
- Медал за отлична служба;
- Медал за похвална служба;
- Медал за служба в националната отбрана;
- Медал за постижения на USArmy;
- Медал за служба в USArmy;
- Медал на НАСА за участие в космически полет.